# Hartmut Bobzin
Hartmut Bobzin (* 16. August 1946 in Bremen) ist ein deutscher Orientalist.

## Leben
Hartmut Bobzin studierte von 1966 bis 1973 evangelische Theologie, Religionswissenschaften, Semitistik und Indologie an der Universität Marburg, wo er 1974 promovierte. Während seines Studiums lebte er im Collegium Philippinum der Hessischen Stipendiatenanstalt und war am gleichen Ort von Oktober 1973 bis September 1975 als Repetent tätig. Bis 1976 verbrachte er einen Studienaufenthalt in Damaskus, wo er Arabistik studierte, und ging dann an die Universität Erlangen, wo er 1981 Akademischer Rat wurde. 1986 habilitierte er sich für das Lehrgebiet Semitische Philologie und Islamwissenschaft. Für seine Habilitationsschrift Der Koran im Zeitalter der Reformation erhielt er den Habilitationspreis der Fakultät. Im Jahr 1992 erhielt er eine Professur für Islamwissenschaft. Seit 2003 ist er auch ordentliches Mitglied der Philosophisch-historischen Klasse der Bayerischen Akademie der Wissenschaften. Von 2002 bis 2006 war er Prorektor der Universität Erlangen-Nürnberg und für internationale Beziehungen zuständig.
2007 wurde er Senior Fellow am Alfried Krupp Wissenschaftskolleg.

## Wirken
Zu seinen Hauptarbeitsgebieten zählt die Koranforschung und die Rezeptionsgeschichte des Islam in Europa.
Bobzin ist Mitbegründer der Zeitschrift für arabische Linguistik und Mitherausgeber der Diskurse der Arabistik. Sein besonderes Interesse gilt dem orientalistischen Werk Friedrich Rückerts, der von 1826 bis 1841 in Erlangen Orientalische Sprachen lehrte. Rückerts dort entstandene Koranübersetzung, die besonders für ihre poetische Sprache berühmt ist, brachte Bobzin 1995 neu heraus.
Von 2000 bis Anfang 2010 arbeitete Bobzin an einer ganz neuen Koranübersetzung und einer Geschichte der theologischen Auseinandersetzung mit dem Koran im Abendland. Die Neuübersetzung, zu der als Ergänzung noch ein Kommentarband geplant ist, erschien im März 2010. Als Vorarbeit dazu hatte er 2005 das KoranLeseBuch vorgelegt.

## Werke (Auswahl)
- als Herausgeber: Tausendundeins alt-arabische Sprichwörter. Harrassowitz, Wiesbaden 1988, ISBN 3-447-02812-2.
- Der Koran im Zeitalter der Reformation. Studien zur Frühgeschichte der Arabistik und Islamkunde in Europa. Beirut/Stuttgart 1995, ISBN 3-89913-040-5 (Beiruter Texte und Studien. Band 42). Nachdruck Beirut/Würzburg 2008.
- Der Koran. Eine Einführung. C. H. Beck, München 1999, ISBN 3-406-43309-X. Zuletzt: 9. Auflage 2015 ISBN 978-3-406-66458-8.
- Mohammed. C. H. Beck, München 2000, ISBN 3-406-44744-9. Zuletzt: 4. Auflage 2011 ISBN 978-3-406-44744-0.
- als Herausgeber: Der Koran in der Übersetzung von Friedrich Rückert. Würzburg 1995, ISBN 3-928034-35-9. Zuletzt: 4. Auflage 2001
- KoranLeseBuch. Wichtige Texte neu übersetzt und kommentiert. Herder, Freiburg 2005, ISBN 3-451-05203-2. (HERDER spektrum. Bd. 5203). Neuauflage: Koran Lesebuch. Die schönsten Texte des Korans neu übersetzt und kommentiert. Herder, Freiburg 2008.
- Der Koran. Aus dem Arabischen neu übertragen, unter Mitarbeit von Katharina Bobzin. C. H. Beck, München 2010, ISBN 978-3-406-58044-4.